# Боголюбово (станция)

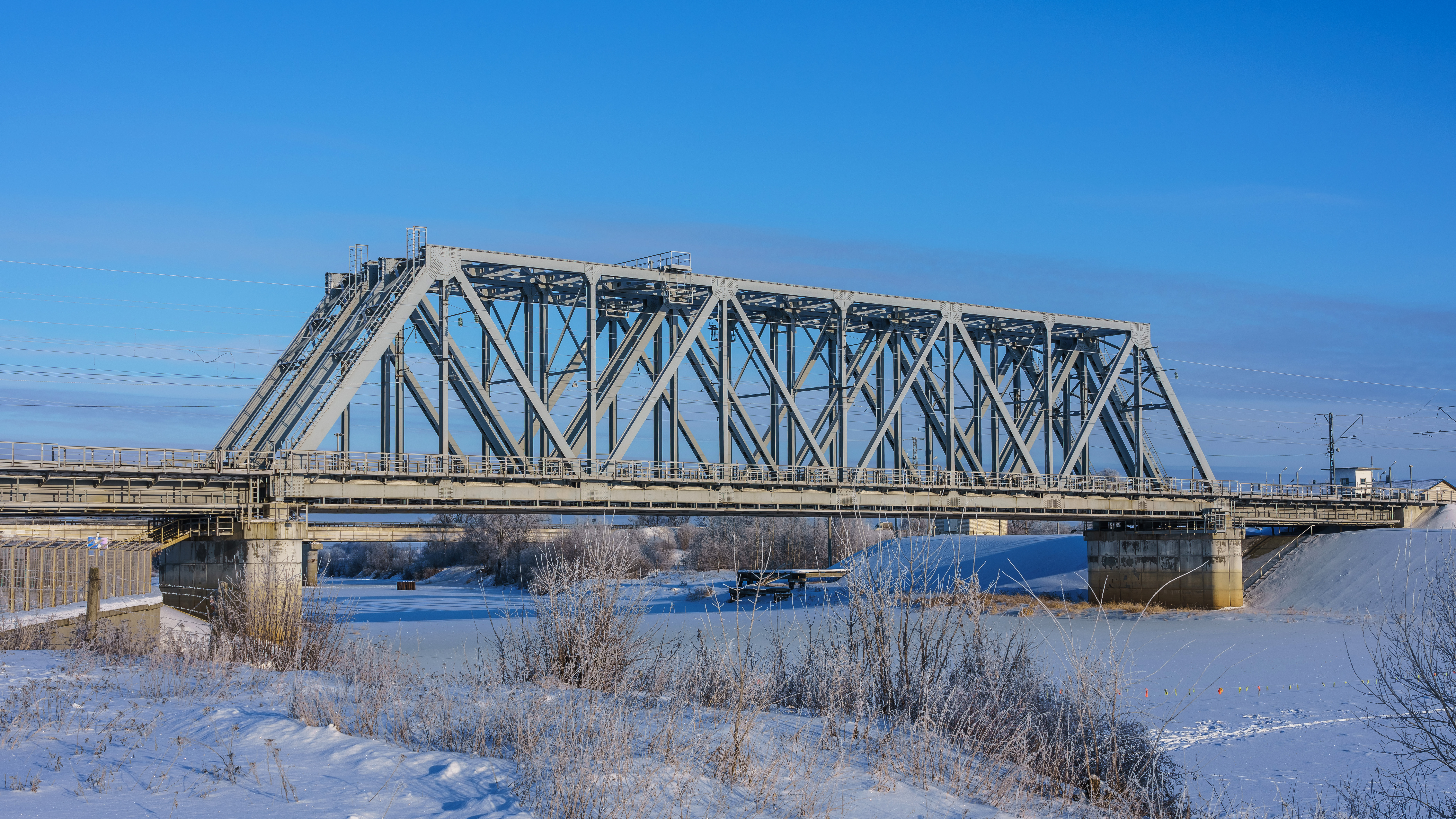
Железнодорожный мост через Нерль недалеко от станции

Боголюбово — железнодорожная станция Горьковского региона Горьковской железной дороги на линии на новом ходу Транссиба в посёлке Боголюбово.

## История
Официальное открытие движения по станции Владимир состоялось 2 августа 1862 года. В этот день был открыт для движения участок от Владимира до Нижнего Новгорода; в 1892 году уложены вторые пути на участке Владимир — Нижний Новгород.
К январю 1962 года завершена электрификация дороги, со станции Горький-Сортировочный во Владимир пришёл первый электровоз.

## Пригородное сообщение
От станции отправляются пригородные поезда до Вязников.
Останавливается один ежедневный пригородный поезд и один по выходным дням, в летнем расписании - немного больше. В сторону Владимира ни один поезд не останавливается.

## Транспортное значение
С южной платформы можно подъехать ближе всего к церкви Покрова на Нерли. Местность южнее станции является Объектом всемирного наследия ЮНЕСКО.
Станция использовалась для подвоза туристических групп и паломников. Стоянка автобусов находится на северной стороне.